# Elecciones municipales de 2015 en Alcorcón
Las elecciones municipales de 2015 se celebraron en Alcorcón el domingo 24 de mayo, de acuerdo con el Real Decreto de convocatoria de elecciones locales en España dispuesto el 30 de marzo de 2015 y publicado en el Boletín Oficial del Estado el día 31 de marzo. Se eligieron los 27 concejales del pleno del Ayuntamiento de Alcorcón.

## Resultados
Los resultados se detallan a continuación:
| Candidatura                                               | Candidatura                                               | Votos   | %                               | Concejales                      |
| --------------------------------------------------------- | --------------------------------------------------------- | ------- | ------------------------------- | ------------------------------- |
|                                                           | Partido Popular (PP)                                      | 26 955  | 31,12                           | 10                              |
|                                                           | Partido Socialista Obrero Español (PSOE)                  | 21 051  | 24,30                           | 7                               |
|                                                           | Ganar Alcorcón                                            | 15 060  | 17,38                           | 5                               |
|                                                           | Ciudadanos-Partido de la Ciudadanía (Cs)                  | 11 005  | 12,70                           | 4                               |
|                                                           | Izquierda Unida Comunidad de Madrid-Los Verdes (IUCM-LV)  | 5130    | 5,93                            | 1                               |
| Unión Progreso y Democracia (UPyD)                        | Unión Progreso y Democracia (UPyD)                        | 3464    | 4,00                            | 0                               |
| Los Verdes-Grupo Verde (LV-GV)                            | Los Verdes-Grupo Verde (LV-GV)                            | 2639    | 3,05                            | 0                               |
| Partido Castellano-Tierra Comunera: Pacto (PCAS-TC-PACTO) | Partido Castellano-Tierra Comunera: Pacto (PCAS-TC-PACTO) | 190     | 0,22                            | 0                               |
| Votos en blanco                                           | Votos en blanco                                           | 1135    | 1,31                            | n/a                             |
| Votos válidos                                             | Votos válidos                                             | 86 629  | 100,00                          | 27                              |
| Votos nulos                                               | Votos nulos                                               | 1062    | Participación: \| \| 62,73 % \| | Participación: \| \| 62,73 % \| |
| Votantes                                                  | Votantes                                                  | 87 691  | Participación: \| \| 62,73 % \| | Participación: \| \| 62,73 % \| |
| Electores                                                 | Electores                                                 | 139 794 | Participación: \| \| 62,73 % \| | Participación: \| \| 62,73 % \| |
|                                                           | 62,73 %                                                   |         |                                 |                                 |

## Concejales electos
Relación de concejales electos:
| N.º | Nombre                        | Lista | Lista   |
| --- | ----------------------------- | ----- | ------- |
| 1   | David Pérez García            |       | PP      |
| 2   | Natalia de Andrés del Pozo    |       | PSOE    |
| 3   | Jesús Santos Gimeno           |       | GA      |
| 4   | Silvia Cruz Martín            |       | PP      |
| 5   | Alfonso Reina Sánchez         |       | C’s     |
| 6   | Daniel Rubio Caballero        |       | PSOE    |
| 7   | Antonio Luis Galindo Casado   |       | PP      |
| 8   | Inmaculada Torres Cachinero   |       | GA      |
| 9   | Balbina Fernández Astasio     |       | PSOE    |
| 10  | Laura Pontes Romero           |       | PP      |
| 11  | Jesús Recover Antón           |       | C’s     |
| 12  | Susana Mozo Alegre            |       | PP      |
| 13  | Miguel Ángel González García  |       | PSOE    |
| 14  | José Antonio López Tinaquero  |       | IUCM-LV |
| 15  | Raquel Rodríguez Tercero      |       | GA      |
| 16  | Ana María González González   |       | PP      |
| 17  | Sonia López Cedena            |       | PSOE    |
| 18  | Ana María Gómez Rodríguez     |       | PP      |
| 19  | Enrique Ferres Benedito       |       | GA      |
| 20  | Daniel Moro Fernández         |       | C’s     |
| 21  | Jorge Pérez Naharro           |       | PSOE    |
| 22  | Ignacio González Velayos      |       | PP      |
| 23  | Rosana Zarapuz Puertas        |       | GA      |
| 24  | Virginia Aranda Pizarro       |       | PSOE    |
| 25  | Javier Rodríguez Luengo       |       | PP      |
| 26  | Diana Fuertes González        |       | C’s     |
| 27  | Luis Alberto Escudero Estévez |       | PP      |

## Acontecimientos posteriores
Investidura del alcalde
En la votación de investidura del alcalde celebrada el 13 de junio de 2015, ningún candidato obtuvo una mayoría absoluta (14 votos) del nuevo pleno municipal; 13 votos obtuvo la concejal del PSOE Natalia de Andrés, 10 el alcalde saliente del PP David Pérez, además de 4 abstenciones. David Pérez, el candidato perteneciente a la candidatura con mayor número de concejales electos, fue por tanto proclamado alcalde de Alcorcón.
| Votación de investidura Mayoría absoluta: 14/27 |       |
| Candidato                                       | Votos |
| Natalia de Andrés                               | 13    |
| David Pérez García                              | 10    |
| Abstenciones                                    | 4     |